# Одложено задовољство
Одложено задовољство подразумева способност неке особе да сачека да добије оно што жели. Или генерално гледано, одложено задовољење је повезано са мањим отпором или искушењам да се одмах добије, или одложи, награда како би та награда касније била већа и трајнија.
Управо по овом принципу раде емоционално стабилне и ментално јаке особе, које свој живот и напредак посматрају као „маратон”, а не као „спринт”.  Такве особе су способне да се изложе нелагодности и напору у раду и животу, уколико знају да ће им то донети нешто добро у будућности.

## Основне поставке
Одложено задовољство служи човеку, који треба да се одупре искушењу, служи да се преко ње одрже задати циљеви. Често је присутна у облику понашања које се назива; воља или самоконтрола, и у том смислу одлагање задовољења треба сагледавати као централни део воље и самоконтроле, заснован на принципу; уздржао сам се од онога што сада желим да би касније можда добио нешто друго, нешто боље и веће. Одлагање задовољства је процес планирања и распоређивања патње и задовољства у животу тако што се прво суочавамо са непријатношћу да бисмо је потом превладали и тиме повећали задовољство.
Још као дете треба да постепено овладавамо способношћу да толеришемо напетост, одлажемо непосредно задовољење и енергију улажемо у овладавање различитим вештинама кроз које се одложено растерећује напетост и добија задовољство на начине који су прикладнији реалности, средини у којој дете живи и његовом узрасту.
Многи не успевају да одложе задовољство, и зато су им резултати слабији а животни циљеви нереализовани. Зато се најчешће у пракси сусрећемо са „животним филозофијама типа; живим данас, брига ме за сутра које су рационализација неспособности одлагања растерећења или задовољства и улагања енергије у трајније циљеве који би и каснијим периодима живљења донели веће задовољство и дубље контакте у интерперсоналним односима.
Балансирање - као врста дисциплине потребна да се „дисциплинује дисциплина”, човеку даје флексибилност и јача способност одлагања задовољства. У васпитању и психотерапији балансирање је необично важно, за изградњу здравог стила живота и повратак на пут успеха у реализацији животних циљева.

## Истраживања
Истраживачи су открили да способност одлагања задовољство није само важан део остварење циљева, већ и значајан чинилац у реализацији дугорочнијих успеха у животу и свеукупном благостању. То потврђује и истраживање Волтера Мишела који је открио да су деца која поседују способност да одложе задовољства имала бројне предности у каснијем животу од деце која једноставно речено нису могли да чекају. Деца која су реаговала одложеним задовољством касније су имала мање проблема у понашању и много већи број остварених успешних резултата у реализацији животних циљева.